# Rakahanga
Rakahanga és un atol de les illes Cook septentrionals. Està situat a 42 km al nord de Manihiki, considerada com l'illa germana.

## Geografia
L'atol, de forma quasi rectangular, està format per dues illes habitades i set illots. La superfície total és de 4,1 km². La llacuna és poc profunda i això ha impedit el cultiu de perles. L'economia es basa en la recol·lecció de copra, el cultiu de taro i en la confecció de barrets de fulles trenades de cocoter que s'exporten a Rarotonga. La població total era de 161 habitants al cens del 2001.

## Història
Rakahanga va ser la primera de les illes Cook en conèixer un vaixell europeu. Va ser Pedro Fernández de Quirós, el 1606, que va quedar impressionat de la seva gent i l'anomenà Gente Hermosa, i en altres relats és l'Isla del Peregrino. A pesar de l'interès que va despertar la descripció de Quirós, no va ser trobada de nou fins al 1820 pel rus Thaddeus Bellingshausen que l'anomenà illa del Gran Duc Alexandre. Tot seguit hi van arribar els baleners nord-americans: el capità Patrickson l'anomenà Reirson Island, i el capità Joshua Coffin, del Ganges, l'anomenà Little Ganges Island el 1828. Altres noms utilitzats són: Francis Island, Princess Marianne Island i Alliconga Island.
Rakahanga va ser evangelitzada a partir del 1857 amb l'arribada del missioner de la London Missionary Society, Aaron Buzacott.